# Billboardlistans förstaplaceringar 1983
Detta är en lista över 1983 års förstaplaceringar på Billboard Hot 100 1983. 

## Listhistorik
| Datum        | låt                               | Artist                             |
| 1 januari    | "Maneater"                        | Daryl Hall and John Oates          |
| 8 januari    | "Maneater"                        | Daryl Hall and John Oates          |
| 15 januari   | "Down Under"                      | Men at Work                        |
| 22 januari   | "Down Under"                      | Men at Work                        |
| 29 januari   | "Down Under"                      | Men at Work                        |
| 5 februari   | "Africa"                          | Toto                               |
| 12 februari  | "Down Under"                      | Men at Work                        |
| 19 februari  | "Baby, Come to Me"                | Patti Austin och James Ingram      |
| 26 februari  | "Baby, Come to Me"                | Patti Austin and James Ingram      |
| 5 mars       | "Billie Jean"                     | Michael Jackson                    |
| 12 mars      | "Billie Jean"                     | Michael Jackson                    |
| 19 mars      | "Billie Jean"                     | Michael Jackson                    |
| 26 mars      | "Billie Jean"                     | Michael Jackson                    |
| 2 april      | "Billie Jean"                     | Michael Jackson                    |
| 9 april      | "Billie Jean"                     | Michael Jackson                    |
| 16 april     | "Billie Jean"                     | Michael Jackson                    |
| 23 april     | "Come on Eileen"                  | Dexys Midnight Runners             |
| 30 april     | "Beat It"                         | Michael Jackson                    |
| 7 maj        | "Beat It"                         | Michael Jackson                    |
| 14 maj       | "Beat It"                         | Michael Jackson                    |
| 21 maj       | "Let's Dance"                     | David Bowie                        |
| 28 maj       | "Flashdance... What a Feeling"    | Irene Cara                         |
| 4 juni       | "Flashdance... What a Feeling"    | Irene Cara                         |
| 11 juni      | "Flashdance... What a Feeling"    | Irene Cara                         |
| 18 juni      | "Flashdance... What a Feeling"    | Irene Cara                         |
| 25 juni      | "Flashdance... What a Feeling"    | Irene Cara                         |
| 2 juli       | "Flashdance... What a Feeling"    | Irene Cara                         |
| 9 juli       | "Every Breath You Take"           | The Police                         |
| 16 juli      | "Every Breath You Take"           | The Police                         |
| 23 juli      | "Every Breath You Take"           | The Police                         |
| 30 juli      | "Every Breath You Take"           | The Police                         |
| 6 augusti    | "Every Breath You Take"           | The Police                         |
| 13 augusti   | "Every Breath You Take"           | The Police                         |
| 20 augusti   | "Every Breath You Take"           | The Police                         |
| 27 augusti   | "Every Breath You Take"           | The Police                         |
| 3 september  | "Sweet Dreams (Are Made of This)" | Eurythmics                         |
| 10 september | "Maniac"                          | Michael Sembello                   |
| 17 september | "Maniac"                          | Michael Sembello                   |
| 24 september | "Tell Her About It"               | Billy Joel                         |
| 1 oktober 1  | "Total Eclipse of the Heart"      | Bonnie Tyler                       |
| 8 oktober    | "Total Eclipse of the Heart"      | Bonnie Tyler                       |
| 15 oktober   | "Total Eclipse of the Heart"      | Bonnie Tyler                       |
| 22 oktober   | "Total Eclipse of the Heart"      | Bonnie Tyler                       |
| 29 oktober   | "Islands in the Stream"           | Kenny Rogers & Dolly Parton        |
| 5 november   | "Islands in the Stream"           | Kenny Rogers & Dolly Parton        |
| 12 november  | "All Night Long (All Night)"      | Lionel Richie                      |
| 19 november  | "All Night Long (All Night)"      | Lionel Richie                      |
| 26 november  | "All Night Long (All Night)"      | Lionel Richie                      |
| 3 december   | "All Night Long (All Night)"      | Lionel Richie                      |
| 10 december  | "Say Say Say"                     | Paul McCartney and Michael Jackson |
| 17 december  | "Say Say Say"                     | Paul McCartney and Michael Jackson |
| 24 december  | "Say Say Say"                     | Paul McCartney and Michael Jackson |
| 31 december  | "Say Say Say"                     | Paul McCartney and Michael Jackson |